# Qhapaq Ñan
Die Anden-Hauptstraße Qhapaq Ñan (auch Königsstraße der Anden oder Große Inkastraße) war Teil des Inka-Straßensystems in Südamerika. Sie bildete die Hauptverbindung des Inkareiches in Nord-Süd-Richtung und ermöglichte dessen politische und ökonomische Kontrolle. Sie erstreckte sich über mehr als 6000 Kilometer und ist vergleichbar mit der Seidenstraße in Asien.

## Geschichte

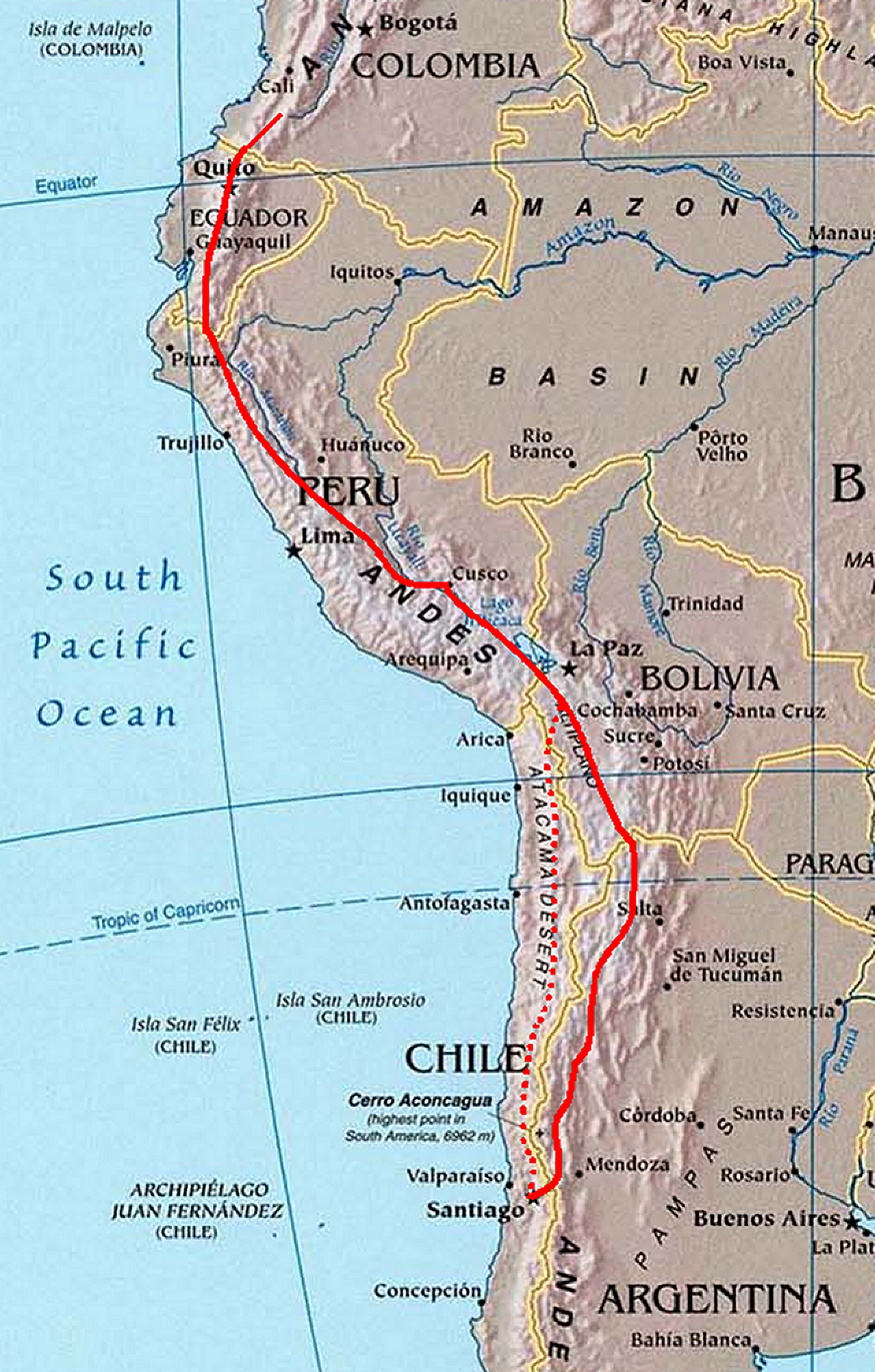
Lage in Südamerika

Diese königliche Straße verband die Städte Quito (Ecuador) im Norden und Santiago (Chile) im Süden. Sie erlaubte den Inka, ihr Reich zu kontrollieren und Truppen von der Hauptstadt Cusco zu entsenden, wenn es nötig war. Entlang der Straße befanden sich Vorratslager, Übernachtungsmöglichkeiten, Lamagehege, Wohnsiedlungen und Militärposten in verschiedenen Größen und Ausführungen, alle in einheitlichen Abständen voneinander.
Ein Großteil dieser Straße befand sich oberhalb von 3.500 Metern Höhe und verband bewohnte Regionen, Verwaltungszentren, landwirtschaftliche Gebiete und Bergbauzonen, genauso wie Zeremonialzentren. Die bis zu zwanzig Meter breite, steingepflasterte Straße führte über Stufen bis auf Höhen über 4.500 Meter und mit Stegen und Hängebrücken über Wasser und reißende Flüsse.
Nur kleine Teile, wie der Inka-Pfad, der das Heilige Tal von Cusco und Machu Picchu verband, können heute touristisch begangen werden.

## Erhaltung
Dieses wertvolle archäologische Erbe ist heute noch vorhanden, obwohl es sich am Rande des Verschwindens befindet.
Die UNESCO, IUCN und Conservation International, haben die besondere Dringlichkeit des Schutzes herausgestellt, zusammen mit den sechs Ländern, durch die die Große Inkastraße führt. Am 21. Juni 2014 wurde dem Qhapac-Ñan als Gesamtheit innerhalb des Anden-Straßen-Systems der Titel 'Weltkulturerbe' verliehen. Begründung des UNESCO-Welterbe-Komitees ist auch die herausragende ingenieurstechnische Leistung in geografisch unterschiedlichen Gebieten.
Entlang der Königstraße der Anden befinden sich zahlreiche archäologische Stätten, von denen einige zum Weltkulturerbe gehören. Dazu gehören Ingapirca in Ecuador, Cusco und das Heilige Tal in Peru, Tiahuanaco in Bolivien und Quilmes in Argentinien, sowie kleinere Fundorte wie Huanuco Pampa in Peru, die schutzbedürftig sind.
Die Straße verbindet 15 der 100 Ökosysteme Südamerikas, von denen die bolivianischen Yungas, der Marañon-Trockenwald, das chilenische Matorral und der chilenische Winterregenwald gefährdet sind. Weiterhin führt sie durch einige der letzten vorhandenen Rückzugsräume des andinen Brillenbären, des Andenkondors und des Vikunja. Außerdem führt die Straße über die Andenkordillere, eine Wasserscheide zwischen den Tälern und der Küste.
Die Qhapaq Ñan passiert eine Anzahl indigener Gebiete mit in der Vergangenheit verankerten Kulturen. Das Projekt Inka Naani in Peru führte zu einer Wiederbelebung der Traditionen und mündlichen Überlieferungen.

## Weltkulturerbe
Im Folgenden werden die einzelnen Stätten des Weltkulturerbes aufgelistet.

### Argentinien
| Ref.-Nr. | Bild                                      | Bezeichnung / Code                                                          | Fläche in ha | Pufferzone in ha | Straßenlänge in km | Straßenbreite in m (Ø) | Beschreibung |
| -------- | ----------------------------------------- | --------------------------------------------------------------------------- | ------------ | ---------------- | ------------------ | ---------------------- | --- |
| 1459-001 | Abschnitt Quebrada Grande–Las Escaleras   | Quebrada Grande–Las escaleras (AR-QGE-01/C-2011) (Startpunkt, Endpunkt)     | 18,179       | 0,494            | 2,46               | 2                      | gepflasterte Straße, Freitreppen, Stützmauern, Abflüsse, Pircas (niedrige Steinmauern)                                                                                               |
| 1459-002 | weitere Bilder                            | Santa Rosa de Tastil (AR-SRT-02/CS-2011) (Lage)                             | 423,73       | 15,18            | 0,548              | 0,37                   | von Mauern begrenzte, erhöhte Straße; archäologische Stätte mit 330 Wohneinheiten, kreisförmigen Gräbern, gepflasterten Haupt- und Nebenstraßen, Speichergebäuden und Felsenmalerien |
| 1459-003 | Abschnitt Abra de Chaupiyaco–Las Capillas | Abra de Chaupiyaco–Las Capillas (AR-ACHC-03/CS-2011) (Startpunkt, Endpunkt) | 165,04       | 16,25            | 18                 | 0,5                    | mit den archäologischen Stätten Abra de Chaupiyaco, Abra de Ia Cruz, Abra de Ingañan, Las Capillas und Potrero de Payogasta                                                          |
| 1459-004 |                                           | Las Peras–Sauzalito (AR-PPG-05/CS-2011) (Startpunkt, Endpunkt)              | 51,61        | 3,51             | 3,094              | 1                      | mit der archäologischen Stätte Los Graneros de La Poma |
| 1459-005 | weitere Bilder                            | Complejo Ceremonial Volcán Llullaillaco (AR-LLU-07/CS-2011) (Lage)          | 14787,839    | 266,1            | 6,331              | 1,8                    | mit den archäologischen Stätten Filo Norte, Tambo de Llullaillaco, Ruinas Intermedias, Cota de Agua, Laderas Altas, Portezuelo del Inca und Complejo de la Cumbre                    |
| 1459-006 |                                           | Complejo Arqueológico La Ciudacita (AR-CAC-08/CS-2011) (Lage)               | 27,389       | 6,19             | 0,977              | 1,7                    | mit den archäologischen Stätten La Ciudacita und Bajo La Ciudacita |
| 1459-007 | Abschnitt Pucará del Aconquija            | Pucará del Aconquija (AR-PA-09/CS-2011) (Lage)                              | 379,48       | 40,75            | 0,93               | 1                      | mit den archäologischen Stätten Sitio del Bajo, Pucará del Aconquija |
| 1459-008 |                                           | Los Corrales–Las Pircas (AR-LCLP-10/CS-2011) (Startpunkt, Endpunkt)         | 6477,28      | 225,3            | 42                 | 2                      | mit den archäologischen Stätten Tambo Chilitanca, Tambo Pampa Real, Santuario Negro Overo und Santuario General Belgrano                                                             |
| 1459-009 |                                           | Angualasto-Colangüil (AR-ANC-13/CS-2011) (Startpunkt, Endpunkt)             | 374,08       | 15,63            | 3,314              | 2,3                    | mit den archäologischen Stätten Angualasto und Punta de Barro |
| 1459-010 |                                           | Llano de los Leones (AR-LLL-16/CS-2011) (Lage)                              | 106,91       | 9,74             | 0,228              | 2,5                    | mit der archäologischen Stätte Morro Negro |
| 1459-011 |                                           | Ciénaga de Yalguaraz–San Alberto (AR-CYSA-17/CS2011) (Startpunkt, Endpunkt) | 1216,969     | 24,03            | 39,62              | 3                      | mit den archäologischen Stätten Ciénaga de Yalguaraz und Tambillos |
| 1459-012 |                                           | Ranchillos (AR-RAN-18/CS-2011) (Lage)                                       | 43,768       | 7,7              | 0,801              | 1,7                    | |
| 1459-013 | weitere Bilder                            | Puente del Inca (AR-PIN-20/CS-2011) (Lage)                                  | 32,49        | 2,51             | 0,224              | 7,9                    | mit den archäologischen Stätten Penitentes, Confluencia und Piramide del Cerro Aconcagua                                                                                             |

### Bolivien
| Ref.-Nr. | Bild           | Bezeichnung / Code                                | Fläche in ha | Pufferzone in ha | Straßenlänge in km | Straßenbreite in m (Ø) | Beschreibung                                                                        |
| -------- | -------------- | ------------------------------------------------- | ------------ | ---------------- | ------------------ | ---------------------- | ----------------------------------------------------------------------------------- |
| 1459-014 |                | Desaguadero–Guaqui (BO-DV-01/CS-2011) (Lage)      | 132,207      | 9.950,171        | 1,5                | 4,5                    | mit den archäologischen Stätten Apacheta Condorimaña, Tambo Wila Wila und Azafranal |
| 1459-015 | weitere Bilder | Guaqui–Tiwanacu–Cantapa (BO-DV-02/CS-2011) (Lage) | 523,036      | 52.147,175       | 3,9                | 4,5                    | mit der Welterbestätte Tiwanaku                                                     |
| 1459-016 |                | Cantapa–Yanamuyu Alto (BO-DV-03/CS-2011) (Lage)   | 134,558      | 6.752,186        | 2,8                | 4,5                    | mit den archäologischen Stätten Kallamarca und Apacheta Chusicani                   |

### Chile
| Ref.-Nr. | Bild           | Bezeichnung / Code                                                                                        | Fläche in ha | Pufferzone in ha | Straßenlänge in km | Straßenbreite in m (Ø) | Beschreibung |
| -------- | -------------- | --- | ------------ | ---------------- | ------------------ | ---------------------- | --- |
| 1459-017 |                | Putre Sur (Quebrada de Aroma–Socoroma) (CH-PS-01/C-2009) (Lage)                                           | 0,9751       | 19               | 3,92               | 2,57                   | |
| 1459-018 |                | Socoroma Sur (Socoroma–Tantalcollo) (CH-SS-02/CS-2009) (Lage)                                             | 1,1876       | 18               | 4,43               | 2,21                   | |
| 1459-019 |                | Socoroma Sur (Tantalcollo–Zapahuira) (CH-SS-03/CS-2009) (Lage)                                            | 9,9544       | 70               | 3,34               | 2,35                   | |
| 1459-020 | weitere Bilder | Socoroma Sur (Collcas de Zapahuira) (CH-SS-04/CS-2009) (Lage)                                             | 14,8162      | 84               | –                  | –                      | mit archäologischen Stätten Tambo de Zapahuira, Collcas de Zapahuira und Chullpas de Zapahuira                           |
| 1459-021 |                | Incahuasi Norte (Tambo Incahuasi–Incahuasi Norte) (CH-IN-05/CS-2009) (Lage)                               | 2,3423       | 763              | 4,15               | 3                      | mit archäologischer Stätte Tambo Incahuasi                                                                               |
| 1459-022 |                | Incahuasi Norte (Incahuasi Norte–Lasana Norte) (CH-IN-06/CS-2009) (Lage)                                  | 0,1819       | 1107             | 3,36               | 2,7                    | |
| 1459-023 |                | Lasana Norte (Lasana Norte–Los Chorros) (CH-LN-07/CS-2009) (Lage)                                         | 0,374        | 1175             | 3,61               | 2                      | |
| 1459-024 |                | Lasana Norte (Los Chorros–Bajada Lasana) (CH-LN-08/CS-2009) (Lage)                                        | 0,046        | 1343             | 3,83               | 1                      | |
| 1459-025 |                | Lasana Norte (Bajada Lasana–Lasana) (CH-LN-09/CS-2009) (Lage)                                             | 0,4379       | 943              | 3,84               | 1                      | |
| 1459-026 |                | Cupo–Topain (CH-CT-10/CS-2010) (Lage)                                                                     | 9,7067       | 12               | 4,95               | 3,5                    | mit sieben archäologischen Stätten (Cupo 1, Cupo South 2, Cupo South 3, Cupo South 4, Turi 1, Turi 2 und Tambillo Túnel) |
| 1459-027 | weitere Bilder | Turi Norte (CH-TN-11/CS-2009) (Lage)                                                                      | 30,1994      | 31               | 3,59               | 3,4                    | mit archäologischer Stätte Pucará de Turi                                                                                |
| 1459-028 |                | Catarpe Norte (CH-CN-12/CS-2009) (Lage)                                                                   | 15,0803      | 17               | 4,28               | 2,5                    | mit archäologischer Stätte Tambo de Catarpe                                                                              |
| 1459-029 |                | Camar Sur (Tambo de Camar–Llano Camar) (CH-CS-13/CS-2010) (Lage)                                          | 2,3956       | 34               | 3,35               | 4                      | mit archäologischer Stätte Tambo de Camar                                                                                |
| 1459-030 |                | Camar Sur (Llano Camar–Camar Sur) (CH-CS-14/C-2010) (Lage)                                                | 1,2319       | 24               | 5,94               | 3,2                    | |
| 1459-031 |                | Camar Sur (Camar Sur–Pampa Algarrobilla) (CH-CS-15/CS-2010) (Lage)                                        | 0,9723       | 54               | 3,72               | 3                      | |
| 1459-032 |                | Camar Sur (Pampa Algarrobilla–Peine Norte) (CH-CS-16/CS-2010) (Lage)                                      | 1,4628       | 17               | 3,04               | 2,7                    | |
| 1459-033 |                | Peine Norte (Peine Norte–Tambillo Verde) (CH-PN-17/CS-2010) (Lage)                                        | 1,0073       | 46               | 5,08               | 2,7                    | |
| 1459-034 |                | Peine Norte (Tambillo Verde Peine) (CH-PN-18/CS-2010) (Lage)                                              | 1,6825       | 34               | 3,04               | 2,5                    | |
| 1459-035 |                | Portal del Inca–Rio de La Sal (Portal del Inca–Llano San Juan) (CH-PR-19/C-2010) (Lage)                   | 0,2301       | 15               | 5,61               | 0,4                    | |
| 1459-036 |                | Portal del Inca–Rio de La Sal (Llano San Juan–Llanada San Juan) (CH-PR-20/CS-2010) (Lage)                 | 0,1858       | 14               | 3,65               | 0,4                    | |
| 1459-037 |                | Portal del Inca–Rio de La Sal (Llanada San Juan–Quebrada La Sal) (CH-PR-21/C-2010) (Lage)                 | 0,205        | 16               | 2,59               | 0,6                    | |
| 1459-038 |                | Portal del Inca–Rio de La Sal (Quebrada La Sal–Tambo La Sal) (CH-PR-22/C-2010) (Lage)                     | 0,202        | 15               | 2,92               | 0,6                    | |
| 1459-039 |                | Portal del Inca–Rio de La Sal (Tambo La Sal) (CH-PR-23/CS-2010) (Lage)                                    | 0,5614       | 17               | 3,28               | 0,6                    | |
| 1459-040 |                | Rio de La Sal–Pampa del Inca (Tambo el Jardín–Cuesta Topon Azul) (CH-RP-24/CS-2010) (Lage)                | 0,3332       | 7                | 1,46               | 0,8                    | |
| 1459-041 |                | Rio de La Sal–Pampa del Inca (Cuesta Topon Azul–Llano de Topon Azul) (CH-RP-25/C-2010) (Lage)             | 0,3344       | 16               | 2,33               | 0,8                    | |
| 1459-042 |                | Rio de La Sal–Pampa del Inca (Llano de Topon Azul–Sierra Caballo Muerto) (CH-RP-26/S-2010) (Lage)         | 0,1336       | 11               | –                  | –                      | |
| 1459-043 |                | Rio de La Sal–Pampa del Inca (Sierra Caballo Muerto–Llano del Inca Norte) (CH-RP-27/S-2010) (Lage)        | 0,0555       | 13               | –                  | –                      | |
| 1459-044 |                | Rio de La Sal–Pampa del Inca (Llano del Inca Norte–Sierra Caballo Muerto Oeste) (CH-RP-28/CS-2010) (Lage) | 0,7402       | 18               | 3,45               | 0,7                    | |
| 1459-045 |                | Rio de La Sal–Pampa del Inca (Sierra Caballo Muerto Oeste–Llano del Inca Sur) (CH-RP-29/CS-2010) (Lage)   | 1,6636       | 36               | 3,33               | 0,6                    | |
| 1459-046 |                | Rio de La Sal–Pampa del Inca (Llano del Inca Sur–Cerro Bonete) (CH-RP-30/CS-2010) (Lage)                  | 0,8763       | 18               | 3,44               | 0,6                    | |
| 1459-047 |                | Rio de La Sal–Pampa del Inca (Cerro Bonete–Cerro Vicuña) (CH-RP-31/CS-2010) (Lage)                        | 0,8675       | 20               | 3,82               | 0,8                    | |
| 1459-048 |                | Rio de La Sal–Pampa del Inca (Cerro Vicuña–Quebrada La Tuna) (CH-RP-32/CS-2010) (Lage)                    | 0,5154       | 20               | 3,82               | 0,8                    | |
| 1459-049 |                | Pampa del Inca–Finca de Chañaral (Quebrada La Tuna–Casa de Domeyko) (CH-PF-33/CS-2010) (Lage)             | 0,206        | 21               | 4,21               | 0,8                    | |
| 1459-050 |                | Pampa del Inca–Finca de Chañaral (Casa de Domeyko–Finca Chañaral) (CH-PF-34/CS-2010) (Lage)               | 35,7465      | 91               | 1,56               | 0,8                    | mit archäologischer Stätte Finca de Chañaral                                                                             |

### Peru
| Ref.-Nr. | Bild                           | Bezeichnung / Code                                         | Fläche in ha | Pufferzone in ha | Straßenlänge in km | Straßenbreite in m (Ø) | Beschreibung                                                              |
| -------- | ------------------------------ | ---------------------------------------------------------- | ------------ | ---------------- | ------------------ | ---------------------- | ------------------------------------------------------------------------- |
| 1459-084 | weitere Bilder                 | Plaza Inca Hanan Hauk’aypata (PE-PH-01/CS-2011) (Lage)     | 8,24         | 205,327          | 3,72               | 3,31                   |                                                                           |
| 1459-085 | Portada Rumiqolqa              | Portada Rumiqolqa–Ch’uspitakana (PE-CD-02/CS-2011) (Lage)  | 2,81         | 4546,334         | 2,73               | 5,5                    | mit der archäologischen Stätte Portada Rumiqolqa (Lage)                   |
| 1459-086 |                                | Santa Cruz de Occobamba Norte (PE-CD-03/C-2011) (Lage)     | 1,36         | 6,758            | 1,35               | 4,75                   |                                                                           |
| 1459-087 | Tempel von Wiraqucha in Raqchi | Raqchi–Qquea (PE-CD-04/CS-2011) (Lage)                     | 3,65         | 1237,808         | 2,54               | 5,5                    | mit den archäologischen Stätten Chaskiwasi Tambo (Lage) und Raqchi (Lage) |
| 1459-088 |                                | Pancca–Buena Vista–Chuquibambilla (PE-CD-06/C-2011) (Lage) | 11,24        | 54,126           | 11,23              | 3,5                    |                                                                           |
| 1459-089 |                                | Q’omer Moqo–Nicasio (PE-CD-08/C-2011) (Lage)               | 13,69        | 4667,481         | 13,69              | 4                      |                                                                           |
| 1459-090 |                                | Paucarcolla–Yanamayo (PE-CD-09/CS-2011) (Lage)             | 10,24        | 45,207           | 9,25               | 6                      | mit der archäologischen Stätte Huk´uchani (Lage)                          |
| 1459-091 |                                | Kancharani–Andenes (PE-CD-10/C-2011) (Lage)                | 1,25         | 6,184            | 1,24               | 3,75                   |                                                                           |
| 1459-092 |                                | Jayllihuaya–Ichu (PE-CD-11/C-2011) (Lage)                  | 1,78         | 8,635            | 1,77               | 4                      |                                                                           |
| 1459-093 |                                | Cruz Pata–Ccaje (PE-CD-12/C-2011) (Lage)                   | 2,34         | 11,435           | 2,33               | 4,4                    |                                                                           |
| 1459-094 |                                | Sisipampa–Pomata (PE-CD-13/C-2011) (Lage)                  | 2,74         | 13,316           | 2,73               | 4,15                   |                                                                           |
| 1459-095 |                                | Pueblo Libre–Sajo–Chaca Chaca (PE-CD-14/C-2011) (Lage)     | 4,64         | 22,502           | 4,63               | 7,85                   |                                                                           |
| 1459-096 |                                | Arbolera–Parcco Chua (PE-CD-15/C-2011) (Lage)              | 2,25         | 11,016           | 2,24               | 6                      |                                                                           |

| Ref.-Nr. | Bild | Bezeichnung / Code                                     | Fläche in ha | Pufferzone in ha | Straßenlänge in km | Straßenbreite in m (Ø) | Beschreibung |
| -------- | ---- | ------------------------------------------------------ | ------------ | ---------------- | ------------------ | ---------------------- | --- |
| 1459-097 |      | Huacahuasi–Tambohuaylla (PE-OL-16/CS-2011) (Lage)      | 1,2          | 338,993          | 3,74               | 2,35                   | mit der archäologischen Stätte Panteon Moqo (Lage)                                                                              |
| 1459-098 |      | Inca Chaka–Qollotayoc (PE-OL-17/C-2011) (Lage)         | 0,35         | 3761,801         | 1,13               | 3,1                    | |
| 1459-099 |      | Choquecancha–Killa Khawarina (PE-OL-18/CS-2011) (Lage) | 0,94         | 3761,801         | 4,97               | 1,75                   | mit den archäologischen Stätten Choqecancha (Lage) und Inca Acequia (Lage)                                                      |
| 1459-100 |      | Paucarpata–Ichuka (PE-OL-19/CS-2011) (Lage)            | 10,29        | 3761,801         | 18,65              | 3,4                    | mit den archäologischen Stätten Umacalle (Lage), Samana Pata (Lage), Qoyllobamba (Lage), Pumaqocha (Lage) und Inca Tambo (Lage) |
| 1459-101 |      | Tawis–Puente Ollanta (PE-OL-21/CS-2011) (Lage)         | 7,04         | 3075,416         | 24,78              | 2,5                    | mit den archäologischen Stätten Inkaraqay (Lage) und Llaqtapata (Qellomayu) (Lage)                                              |

Vitkus – Choquequirao
| Ref.-Nr. | Bild                        | Bezeichnung / Code                                   | Fläche in ha | Pufferzone in ha | Straßenlänge in km | Straßenbreite in m (Ø) | Beschreibung |
| -------- | --------------------------- | ---------------------------------------------------- | ------------ | ---------------- | ------------------ | ---------------------- | --- |
| 1459-102 | Inka-Ruine Vitcos/Rosaspata | Vitkus–Abra Choqetakarpu (PE-VCH-22/CS-2011) (Lage)  | 7,05         | 514025,937       | 15,86              | 2,5                    | mit den archäologischen Stätten Vitkus – Rosaspata (Lage), Ñusta Hisp’ana (Lage), Misti Wasi (Lage) und Chaski Wasi (Lage) |
| 1459-103 |                             | Inca Mach’ay–Samarinapata (PE-VCH-23/CS-2011) (Lage) | 0,64         | 514025,937       | 2,43               | 4,6                    | mit den archäologischen Stätten Inca Mach’ay (Lage) und Vizcacharanra (Lage)                                               |
| 1459-104 |                             | Abra Choqetakarpu–Toroyoq (PE-VCH-24/CS-2011) (Lage) | 1,18         | 514025,937       | 5,57               | 4,6                    | mit den archäologischen Stätten Qhelqamach’ay (Lage) , Unusamincha (Lage) und Machu Wasi (Lage)                            |
| 1459-105 | Ruinen von Choquequirao     | Kutacoca–Choquequirao (PE-VCH-26/CS-2011) (Lage)     | 54           | 514025,937       | 10,24              | 2                      | mit den archäologischen Stätten Andenes de Pinchaunuyuq (Lage) , Portada (Lage) und Choquequirao (Lage)                    |

| Ref.-Nr. | Bild           | Bezeichnung / Code                          | Fläche in ha | Pufferzone in ha | Straßenlänge in km | Straßenbreite in m (Ø) | Beschreibung |
| -------- | -------------- | ------------------------------------------- | ------------ | ---------------- | ------------------ | ---------------------- | ------------ |
| 1459-106 | weitere Bilder | Puente Q’eswachaka (PE-PQ-27/C-2011) (Lage) | 0,01         | 1,176            | 0,042              | 1,2                    |              |

| Ref.-Nr. | Bild           | Bezeichnung / Code                                                           | Fläche in ha | Pufferzone in ha | Straßenlänge in km | Straßenbreite in m (Ø) | Beschreibung                                                                               |
| -------- | -------------- | ---------------------------------------------------------------------------- | ------------ | ---------------- | ------------------ | ---------------------- | ------------------------------------------------------------------------------------------ |
| 1459-107 |                | Portachuelo–Piticocha (PE-XP-30/CS-2011) (Lage)                              | 159,09       | 3530,268         | 16,27              | 3,5                    | mit den archäologischen Stätten Cuchimachay (Lage), Tambo Real (Lage) und Piticocha (Lage) |
| 1459-108 |                | Sitio Arqueológico Pirca Pirca (PE-XP-31/S-2011) (Lage)                      | 55,12        | 3530,268         | 0                  | (*)                    |                                                                                            |
| 1459-109 |                | Chiclla–Huarochiri (PE-XP-32/C-2011) (Lage)                                  | 3,26         | 2031,926         | 2,39               | 4,35                   |                                                                                            |
| 1459-110 |                | Cochahuayco–Chamana (PE-XP-33/CS-2011) (Lage)                                | 41,66        | 279,709          | 5,3                | 2,2                    | mit der archäologischen Stätte Tanquire (Lage)                                             |
| 1459-111 |                | Canturilla–Nieve Nieve (PE-XP-34/C-2011) (Lage)                              | 3,03         | 103,511          | 1,63               | 2,5                    |                                                                                            |
| 1459-112 |                | Sitio Arqueológico Nieve Nieve (PE-XP-35/S-2011) (Lage)                      | 3,22         | 6,238            | (*)                | (*)                    |                                                                                            |
| 1459-113 |                | Compleo Arqueológico Anchucaya–Santa Rosa–Antivales (PE-XP-36/S-2011) (Lage) | 89,16        | 0                | (*)                | (*)                    |                                                                                            |
| 1459-114 |                | Chontay (PE-XP-37/C-2011) (Lage)                                             | 1,79         | 67,339           | 1,43               | 1,5                    |                                                                                            |
| 1459-115 |                | Sitio Arqueológico Molle (PE-XP-38/S-2011) (Lage)                            | 10,26        | 0                | (*)                | (*)                    |                                                                                            |
| 1459-116 |                | Sitio Arqueológico Huaycán de Cieneguilla (PE-XP-39/S-2011) (Lage)           | 32,81        | 0                | (*)                | (*)                    |                                                                                            |
| 1459-117 | weitere Bilder | Santuario Arqueológico de Pachacamac (PE-XP-40/CS-2011) (Lage)               | 460,31       | 1829,260         | 1,23               | 6,3                    |                                                                                            |

Huánuco Pampa – Haumachuco
| Ref.-Nr. | Bild           | Bezeichnung / Code                                                         | Fläche in ha | Pufferzone in ha | Straßenlänge in km | Straßenbreite in m (Ø) | Beschreibung |
| -------- | -------------- | -------------------------------------------------------------------------- | ------------ | ---------------- | ------------------ | ---------------------- | --- |
| 1459-118 | weitere Bilder | Zona Arqueológica Monumental de Huánuco Pampa (PE-HH-41/CS-2011) (Lage)    | 796,32       | 4856,440         | 9,15               | 9,1                    | |
| 1459-119 |                | Huaricashash (PE-HH-42/CS-2011) (Lage)                                     | 10,57        | 504,010          | 0,25               | 2,2                    | mit den archäologischen Stätten Huachanga (Lage) und Mesapata (Lage)                                                                         |
| 1459-120 |                | Inka Patsacan (PE-HH-43/CS-2011) (Lage)                                    | 4,23         | 508,013          | 1,47               | 4,65                   | |
| 1459-121 |                | Quebrada Cashan–Taparaku (PE-HH-44/CS-2011) (Lage)                         | 24,27        | 1743,418         | 1,6                | 2                      | mit den archäologischen Stätten Quebrada Cashan (Lage) und Taparaku (Lage).                                                                  |
| 1459-122 |                | Tambo de Llata (PE-HH-45/CS-2011) (Lage)                                   | 32,96        | 1743,418         | 4,82               | 8                      | |
| 1459-123 |                | Inka Hamash–Rayan Patac (PE-HH-46/CS-2011) (Lage)                          | 13,29        | 281,808          | 4,65               | 6,5                    | mit den archäologischen Stätten Inka Hamash (Lage) und Huamanín (Lage)                                                                       |
| 1459-124 |                | Puente de Ayash–Tambo Jircan (PE-HH-47/CS-2011) (Lage)                     | 4,47         | 85,039           | 1,89               | 4,4                    | mit den archäologischen Stätten Hatun Ishpa (Lage), Rayan Patac (Lage) und Tambo Jircan (Lage)                                               |
| 1459-125 |                | Wayno Patac–Taulli (PE-HH-48/CS-2011) (Lage)                               | 3,45         | 157,621          | 3,77               | 3,5                    | mit den archäologischen Stätten Wayno Patac (Lage), San Cristóbal de Tambo (Lage), Ahuac Chico (Lage), Ahuac Grande (Lage) und Taulli (Lage) |
| 1459-126 |                | Allpachaca–Tambillo (PE-HH-49/CS-2011) (Lage)                              | 10,5         | 4262,694         | 2,7                | 5                      | mit den archäologischen Stätten Ango Cordillera (Lage), Huaga (Lage) und Tambillo (Lage)                                                     |
| 1459-127 |                | Tsuko Koto–Pincosh (PE-HH-50/C-2011) (Lage)                                | 2,77         | 4262,694         | 2,99               | 4                      | |
| 1459-128 |                | Huaritambo–Ushnu (PE-HH-51/CS-2011) (Lage)                                 | 6,43         | 1516,547         | 6,45               | 4,25                   | mit den archäologischen Stätten Jircan (Lage), Huaritambo (Lage) und Ushnu (Lage)                                                            |
| 1459-129 |                | Cerro Jircancha–Cerro Torre (PE-HH-52/CS-2011) (Lage)                      | 19,99        | 528,729          | 2,63               | 8                      | mit den archäologischen Stätten Pallahuachanga I (Lage) und Pallahuachanga II (Lage)                                                         |
| 1459-130 | Maraycalla     | Maraycalla–Inca Misana (PE-HH-53/CS-2011) (Lage)                           | 14,05        | 528,729          | 2,71               | 6,75                   | mit den archäologischen Stätten Maraycalla (Lage) und Inca Misana (Lage)                                                                     |
| 1459-131 |                | Canrash–Torrepampa (PE-HH-54/C-2011) (Lage)                                | 4,94         | 275,690          | 3,74               | 3,5                    | |
| 1459-132 |                | Moyabamba–Potocza (PE-HH-55/C-2011) (Lage)                                 | 6,15         | 216,446          | 4,61               | 3,85                   | |
| 1459-133 |                | Cotocancha–Alturas de Torre (PE-HH-56/CS-2011) (Lage)                      | 15,45        | 486,691          | 10,44              | 4,35                   | mit der archäologischen Stätte Torre (Lage)                                                                                                  |
| 1459-134 |                | Quinrraycueva–Pariachuco (PE-HH-57/CS-2011) (Lage)                         | 15,25        | 387,392          | 5,56               | 3,75                   | mit den archäologischen Stätten Quinrraycueva (Lage) , Ojal Grande (Lage) , Pallahuachanga (Lage) und Pariachuco (Lage)                      |
| 1459-135 |                | Pachachaca–Tauli (PE-HH-58/CS-2011) (Lage)                                 | 4,41         | 246,522          | 2,413              | 7                      | mit der archäologischen Stätte Tauli II (Lage)                                                                                               |
| 1459-136 |                | Escalerilla/Casa Blanca–Cerro Huaylillas/Cushuro (PE-HH-59/CS-2011) (Lage) | 3,98         | 1266,603         | 3,941              | 4,9                    | mit der archäologischen Stätte Escalerilla (Lage)                                                                                            |

| Ref.-Nr. | Bild | Bezeichnung / Code                                         | Fläche in ha | Pufferzone in ha | Straßenlänge in km | Straßenbreite in m (Ø) | Beschreibung |
| -------- | ---- | ---------------------------------------------------------- | ------------ | ---------------- | ------------------ | ---------------------- | ------------ |
| 1459-137 |      | Complejo Arqueológico de Aypate (PE-ALP-60/CS-2011) (Lage) | 37,22        | 1502,790         | (*)                | 2                      |              |